# FLOWER FLOWER
플라워 플라워(영어: FLOWER FLOWER)는 일본의 록 밴드로,  후라후라(フラフラ)라는 별칭으로도 불리고 있다.
2012년에 싱어송라이터 yui가 솔로 가수로서의 활동을 중지하겠다고 선언한 이후, 평소 존경하는 뮤지션들과 연락하여 2013년에 결성했다. 밴드 내에서 보컬과 기타리스트를 맡고 yui는 머리를 금발로 바꾸고 예명도 소문자인 'yui'로 바꿔, 솔로 활동에서의 이미지를 바꾸는 시도를 하고 있다.
밴드 이름에 대해서는 "어깨에 힘을 주고 뽐낼 수 있는 이름보다는, 자연스러운 이름을 떠올리며 지었다. 강렬하고 재미있는 발상을 자유롭게 표현하고 싶은 마음을 담아 명명했다"고 언급했다.

## 내력

### 2013년
- 1월: 연초부터 스테이지 세션을 거듭하며, 데뷔 후 라이브 준비를 계속함[2].
- 3월: 전국 여러 곳에서 비밀리에 라이브 공연[2].
- 4월 3일: 밴드 활동 시작을 공식적으로 발표[1][2].
- 5월 4일: 음악 이벤트 "Japan Jam 2013"에 출연[3][4].
- 6월 11일: au가 주최한 스마트폰을 사용하는 관객 참가형 이벤트 "au PERFECT SYNC. LIVE"에 게스트 아티스트로 출연[5].
- 7월 3일: 디지털 싱글 "달(月)" 발매.
- 10월: 자체 기획 투어 이벤트 "잉꼬 무리(インコの群れ)" 개최.

### 2014년
- 3월 5일: yui가 자신의 블로그에서 공황 장애로 진단된 사실을 밝히고, 당해 5월 4일 출연할 예정이었던 실내 록 페스티벌 "VIVA LA ROCK" 참여를 취소하겠다고 발표함[6].
- 5월 21일: 디지털 싱글 "신(神様)" 발매.
- 6월: 영화 "리틀 포레스트"의 주제가를 담당하고, 4부작인 이 영화의 각 편에 1곡 씩 총 4곡의 신곡을 새로 썼음을 발표함[7].
- 8월 30일: 디지털 싱글 "여름, 가을(夏, 秋)" 발매.
- 10월 1일: 디지털 싱글 "멋진 세상(素晴らしい世界)" 발매.
- 11월 26일: 첫 앨범 "열매(実)" 발매.

### 2015년
- 2월 18일: 미니 앨범 "색(色)" 발매.

### 2016년
- 9월 7일: 싱글 앨범 "보물(宝物)" 발매.

## 멤버
- yui
보컬, 기타
- mura☆jun
키보드
- mafumafu
베이스
- sacchan
드럼

## 디스코그래피

### 정규 앨범
| 순서 | 타이틀     | 발매일           |
| ---- | ---------- | ---------------- |
| 01.  | "実[열매]" | 2014년 11월 26일 |

### 싱글 앨범
| 순서 | 타이틀       | 발매일         |
| ---- | ------------ | -------------- |
| 01.  | "宝物[보물]" | 2016년 9월 7일 |

### 미니 앨범
| 순서 | 타이틀   | 발매일          |
| ---- | -------- | --------------- |
| 01.  | "色[색]" | 2015년 2월 18일 |

### 디지털 싱글
| 순서 | 타이틀                      | 발매일          |
| ---- | --------------------------- | --------------- |
| 01.  | "月[달]"                    | 2013년 7월 3일  |
| 02.  | "神様[신]"                  | 2014년 5월 21일 |
| 03.  | "夏[여름], 秋[가을]"        | 2014년 8월 30일 |
| 04.  | "素晴らしい世界[멋진 세계]" | 2014년 10월 1일 |

## 타이업
1. "여름(夏)", "가을(秋)" - 영화 "리틀 포레스트" 주제가 (2014년)
2. "멋진 세계(素晴らしい世界)" - TV도쿄 계열 드라마 "다마가와 구청 OF THE DEAD" 주제가 (2014년)

## 같이 보기
- YUI